# Titus (biskup)
Svatý Titus, řecky Τίτος, Titos (žil v 1. století n. l., zemřel kolem roku 100), byl raně křesťanský duchovní a misionář. Byl žákem a dlouholetým spolupracovníkem apoštola Pavla, který ho pravděpodobně obrátil na křesťanskou víru z pohanství. Titus byl také adresátem Pavlova Listu Titovi. Pavel ho pověřoval různými úkoly, například byl Titus poslán s Pavlovým dopisem do Korintu, podle 2Tm 4,10 cestoval také do Dalmácie a podle Tt 3,12 byl správcem obce na Krétě. Podle tradice byl prvním biskupem Kréty a na tomto ostrově ve městě Gortynu zemřel.
Titovy ostatky jsou uctívány v Irakliu na Krétě, kam byly roku 1966 vráceny z Benátek, kde byly uloženy do bezpečí kvůli osmanské okupaci Kréty. Titův svátek v římskokatolické církvi se slavil 6. února (toto datum je stále platné pro tridentskou liturgii), roku 1969 byl přesunut na 26. ledna, den po svátku Obrácení sv. Pavla.